# Carrollton, Alabama
Carrollton är administrativ huvudort i Pickens County i Alabama. Orten fick sitt namn efter politikern Charles Carroll. Enligt 2020 års folkräkning hade Carrollton 1 023 invånare.